# クラースヌイ・カフカース (重巡洋艦)
| 就役後の「クラースヌイ・カフカース」 | |
| 艦歴                                 | |
| 発注                                 | 北ニコライエフ造船所 |
| 起工                                 | 1913年10月31日 |
| 進水                                 | 1916年6月21日 |
| 就役                                 | 1932年1月25日 |
| 退役                                 | |
| その後                               | 1947年5月12日に練習巡洋艦となり、1952年11月21日に標的として沈没処分された。 |
| 前級                                 | ボヤーリン |
| 次級                                 | キーロフ級重巡洋艦 |
| 性能諸元                             | |
| 排水量                               | 常備：7,560トン 満載：9,030トン |
| 全長                                 | 169.5m 159.5m（水線長） |
| 全幅                                 | 15.7m |
| 吃水                                 | 6.3m |
| 機関                                 | ヤーロー式重油専焼水管缶10基 +ブラウン・ボベリー式ギヤード・タービン4基4軸推進 |
| 最大 出力                            | 55,000hp |
| 最大 速力                            | 29.0ノット |
| 航続 距離                            | 14ノット/3,350海里 |
| 燃料                                 | 重油：300トン（常備）、1,050トン（満載） |
| 乗員                                 | 866～878名 |
| 兵装                                 | Pattern 1931 18cm（57口径）単装速射砲4基 OTO 10cm（47口径）連装高角砲4基 Pattern 1935 7.62cm（55口径）単装高角砲2基 Pattern 1932 4.5cm（46口径）単装機関砲4基 ヴィッカーズ 12.7mm（62口径）単装機銃4基 機雷120発 |
| 装甲                                 | 舷側：25～76mm 甲板：70mm（平坦部、最厚部） 主砲塔：76mm（前盾） 司令塔：76mm（側盾）、-mm（天蓋） |
| 航空兵装                             | ベリエフ Be-2水上機2機 カタパルト1基 |

クラースヌイ・カフカース (Krasny Kavkaz) はロシア帝国海軍の軽巡洋艦スヴェトラーナ級の一隻として第一次世界大戦前に建造された艦である。当初は「アドミラール・ラーザレフ（Admiral Lazarev）」として起工したが建造途中の1926年12月14日に艦名を「クラースヌイ・カフカース」と変更された。

## 概要
本艦はロシア帝国海軍が黒海の哨戒任務に使用するために建造が承認された艦である。本艦は当初は13cm単装速射砲13基を搭載する軽巡洋艦として設計されたが、建造途中に新型18 cm砲4門を搭載する強力な火力を持つ大型巡洋艦として改設計され、それに伴う改修が行われた。

## 艦形

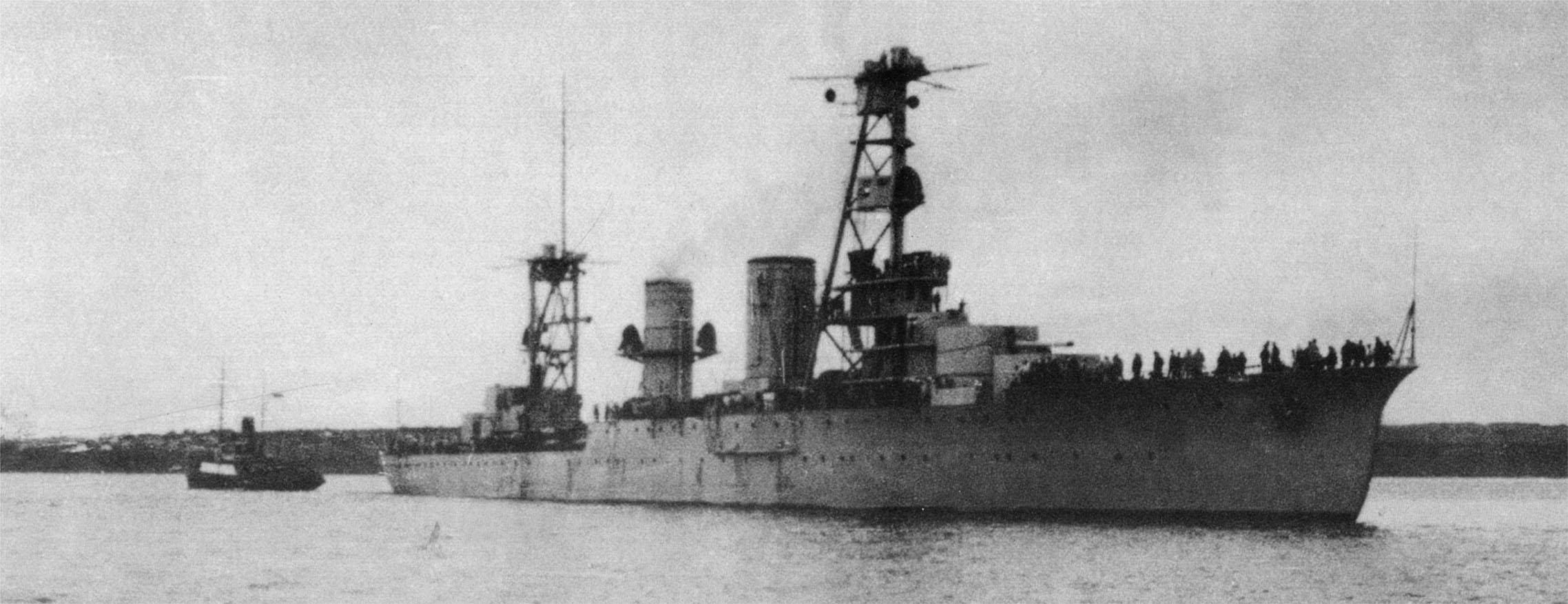
右舷側から撮影された本艦。

本級の船体形状は乾舷の高い長船首楼型船体で凌波性は良好であった。全くシア（甲板の傾斜）の無い艦首甲板上に主砲の「18cm（57口径）速射砲」を単装式の砲塔に収め、背負い式で2配置基、下部に司令塔を組み込んだ多層式の艦橋構造を基部として頂上部に測距儀所を持つ三脚式の前檣が立ち、その背後に2本煙突が立つ。その周囲は艦載艇置き場となっており、艦載艇は2本1組のボート・ダビットが片舷2組で計4組により運用された。舷側甲板上には国産の6.3cm高角砲が単装砲架で片舷2基ずつ計4基を配置したが、後にイタリアから輸入した「10cm（47口径）高角砲」が連装砲架で片舷2基ずつ計4基に換装された。2番煙突の基部から甲板一段分下がって、舷側甲板上に53.3cm三連装魚雷発射管を片舷2基ずつ計4基を配置していた。2番煙突の後部から艦載艇置き場となっており、簡素な三脚式の後檣を基部としてトラス構造のクレーンが1基が付き、それで運用された。後部甲板上に18cm単装砲塔が後向きに背負い式配置で2基配置され、甲板の艦尾側に機雷の投下軌条（レール）が並列に2基を艦尾まで設置されていた。

## 武装

### 主砲

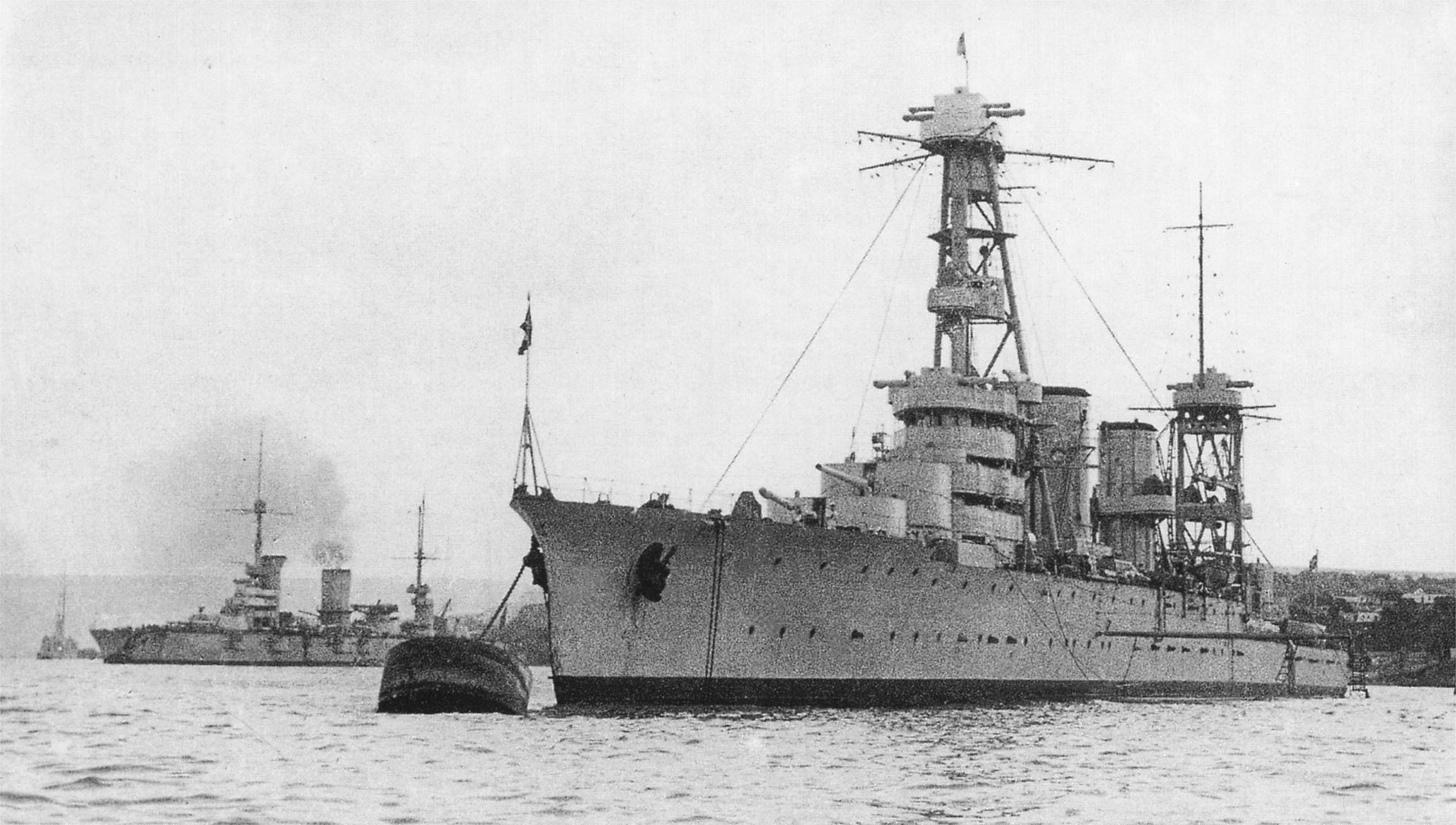
写真は「クラースヌイ・カフカース」、まだ10cm連装高角砲は搭載していない。後方に見えるのはガングート級戦艦「パリスカヤ・コンムナ」時代のセバストーポリ。

本艦の主砲は当初は8インチ（20.3cm）単装砲4基の搭載を予定していたが、造船局は艦形的に大型過ぎると判断し、替わりに新型の「Pattern 1931 18cm（57口径）速射砲」を採用する事とし、先の研究時に開発された新設計の砲塔構造に収めた。甲板部は元設計時の13cm単装砲よりも重量のある18cm砲塔を配置するために補強工事が成された。本艦の主砲の性能は重量97.5 kgの砲弾を仰角49度で37,130mまで届かせることが出来た。 俯仰能力は仰角60度・俯角5度で、旋回角度は船体首尾線方向を0度として左右180度の旋回角度を持つが実際は上部構造物により制限された。この砲は大仰角での対地支援任務を考慮されており、最大仰角60度から俯角5度まで幅広く装填できる自由角装填形式であった。発射速度は毎分4発である。

### 高角砲、その他の備砲、水雷兵装

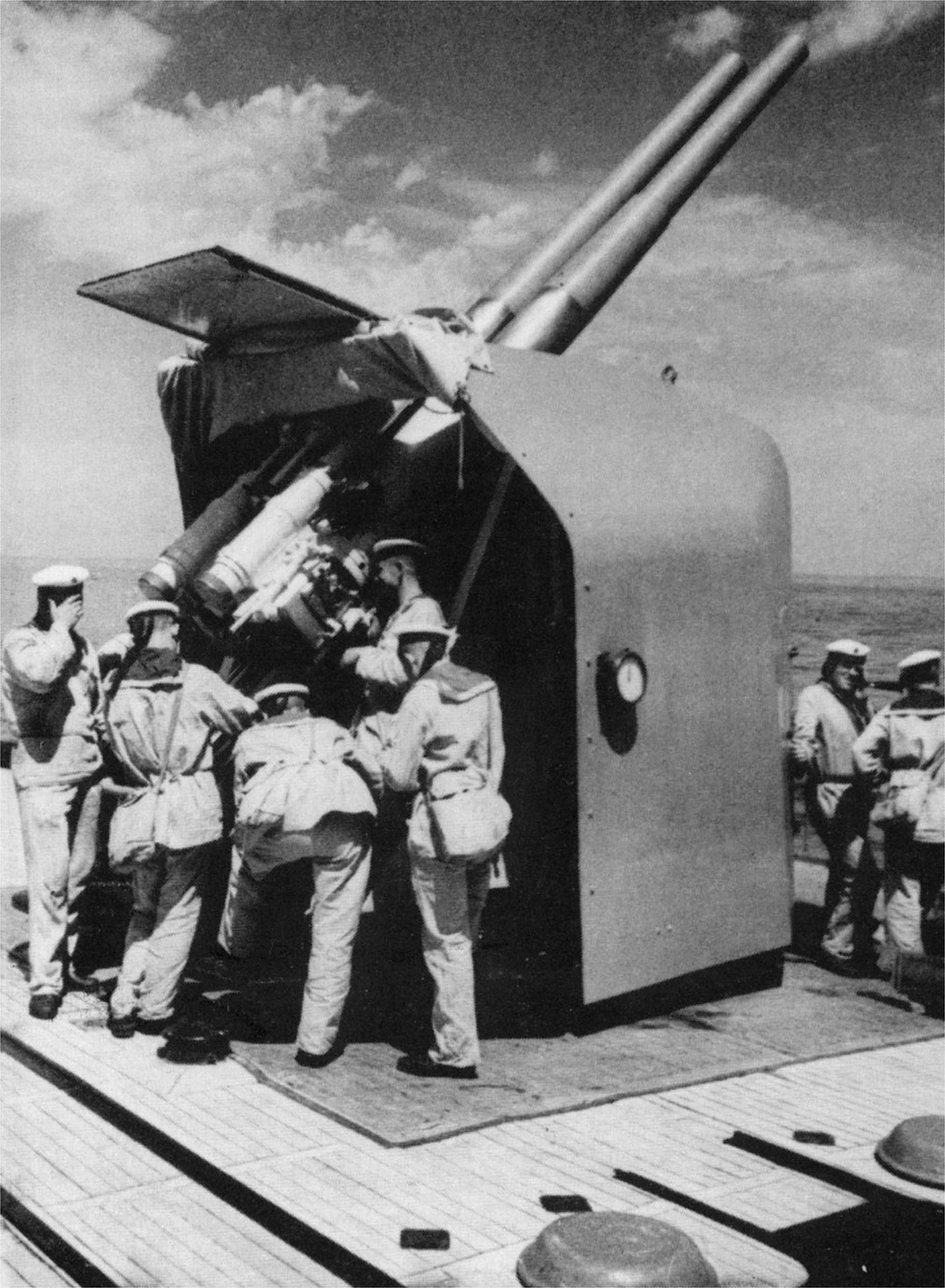
写真はクラースヌイ・カフカースの舷側に2基配置された「10cm（47口径）連装高角砲」。

本艦の高角砲は就役時には「Pattern 1916 6.3cm（38口径）単装高射砲」採用した。その性能は重量4.04kgの砲弾を仰角20度で射程6,804mまで、仰角80度で最大射高6,000mまで届かせることが出来る性能であった。 これを単装砲架で4基を搭載、砲架の俯仰能力は仰角80度・俯角5度で、旋回角度は露天では360度の旋回角度を持つが実際は上部構造物により制限された。
就役後にイタリアのOTO社製の「OTO 1930年型 "Minizini" 10cm（47口径）高角砲」を採用した。性能的にはイタリア艦に用いられた13.8 kg砲弾よりも重い15.8kg砲弾を仰角45度で18,546m、最大仰角85度で10,000mの高度まで到達できた。旋回と俯仰は電動と人力で行われ、360度旋回でき、俯仰は仰角78度・俯角5度であった。発射速度は毎分12発だった。これを連装砲架で4基8門を搭載した。更に10cm高角砲を補助するために「Pattern 1935 7.62cm（55口径）高角砲」を採用した。その性能は11.9kgの砲弾を仰角45度で14,640m、最大仰角85度で9,500mの高度まで到達できた。旋回と俯仰は電動と人力で行われ、360度旋回でき、俯仰は仰角85度・俯角5度であった。発射速度は毎分15～18発だった。これを単装砲架で片舷1基ずつ計2基を搭載した。

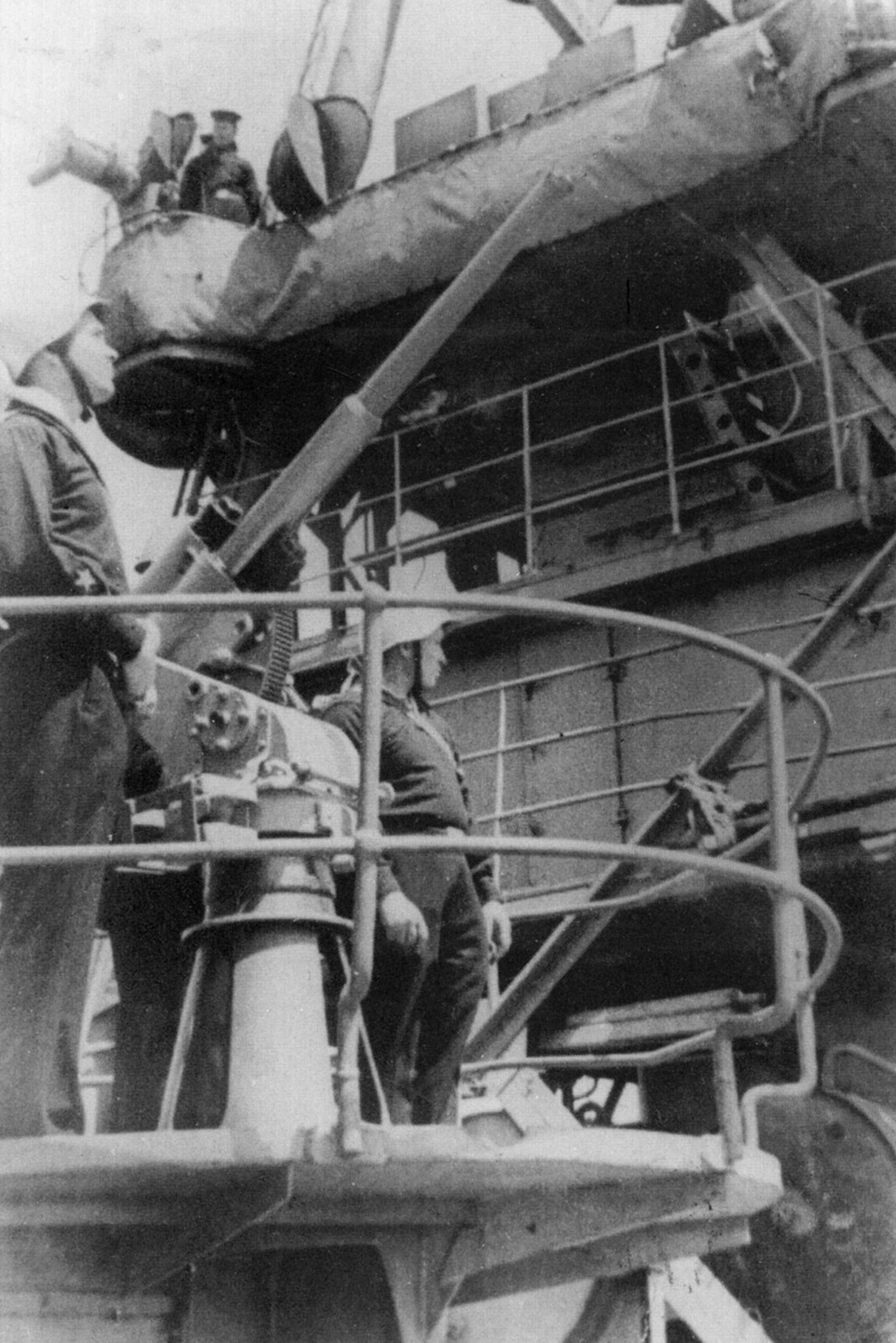
写真はクラースヌイ・カフカースの「4.5cm（46口径）単装機関砲」。

他に近接戦闘用に「Pattern 1932 4.5cm（46口径）機関砲」（en:45 mm anti-aircraft gun (21-K)）を単装砲架で4基、イギリスから輸入した「ヴィッカーズ 12.7mm（62口径）機銃」を単装砲架で4基を装備した。更に主砲では対処できない相手に53.3cm三連装水上魚雷発射管を4基装備した。　機雷封鎖任務用に機雷120発を艦尾部に搭載した。

## 艦歴

### 竣工までの経緯と第二次世界大戦まで
1913年10月18日にスヴェトラーナ級軽巡洋艦の一隻としてアドミラール・ラーザレフ（Admiral Lazarev）」として起工し、1916年6月8日に進水するも進捗率63%で十月革命の影響で1917年に建造停止された。1919年1月25日艦名を「（ Petro Doroshenko）」と改名、船体は比較的無傷であったためにソビエト海軍は本艦を大型巡洋艦「クラースヌイ・カフカース（Krasnyi Kavkaz）」として改名後に建造を再開し、1932年1月25日に竣工された。1932年5月に防護巡洋艦「コミンテルン（Komintern）」に追突し、艦首を損傷した。この時の修理の折に凌波性改善のために艦首形状を11m程延長された。1933年にトルコ、ギリシャ、イタリアへ表敬訪問した。1940年に航空兵装を撤去し、対空火器を更新し、新たに45mm機関銃を単装砲架で4基を追加した。

## 参考図書
- 「Conway All The World's Fightingships 1906–1921」（Conway）
- 「世界の艦船 2010年1月増刊号 近代巡洋艦史」（海人社）